# Seixo de Manhoses
Seixo de Manhoses is een plaats (freguesia) in de Portugese gemeente Vila Flor en telt 501 inwoners (2001).